# Naučná stezka lázeňskými parky Karlovy Vary
Naučná stezka lázeňskými parky v Karlových Varech je stezka dendrologická, zaměřená na historii a botaniku lázeňských parků. Začíná v centru města ve Smetanových sadech, prochází osmi parky lázeňské části a po 4,5 km končí u Poštovního dvora. Její údržbu obstarává příspěvková organizace Správa lázeňských parků.

## Popis
Celá trasa naučné dendrologické stezky prochází lázeňským územím města. Začíná v jeho centru ve Smetanových sadech a pokračuje podél řeky Teplé do sadů Dvořákových. Poté vystoupá svahem za Mlýnskou kolonádou do Skalníkových sadů a přes Zámecký vrch klesá k Divadelnímu náměstí. Odsud vede dále po Nové louce k sadům Karla IV., pokračuje Goethovou stezkou, prochází sady u Poštovního dvora a park za přírodním divadlem a vrací se k Poštovnímu dvoru, kde končí.
Naučná stezka je 4,5 km dlouhá a prezentuje celkem 102 taxonů stromů a keřů na 215 jedincích jak domácích dřevin, tak i dřevin introdukovaných z Ameriky a Asie. U některých taxonů jsou představena různá věková stadia nebo různé růstové či pěstební formy. Při zavádění naučné stezky byly vysázeny další druhy dřevin a byla tak rozšířena druhová skladba této dendrologické stezky.
Na území naučné stezky se vyskytuje několik hodnotných starých stromů, např. kolem 300 let staré duby za Poštovním dvorem, stará lípa u Karlova mostu nebo památné stromy ve Dvořákových sadech. Nachází se zde i několik dendrologicky unikátních stromů, např. dub celokrajný, dub velkoplodý, dub zimní kultivar „Muskaviensis“, červenolistý či žlutolistý dub letní nebo řada různorodých kultivarů buků.
Součástí naučné stezky jsou čtyři informační tabule. První je umístěna na začátku stezky u Alžbětiných lázní (Lázně V.), po jedné pak ve Dvořákových sadech a v sadech Karla IV. a poslední stojí u Poštovního dvora. Spojení mezi jednotlivými parky prochází komunikacemi pro pěší.

## Trasa

### Začátek trasy
Z Varšavské ulice za Alžbětinými lázněmi (Lázně V).

#### Informační tabule
Vedle budovy Alžbětiných lázní se nachází první informační tabule.

### 1. zastávka – Smetanovy sady

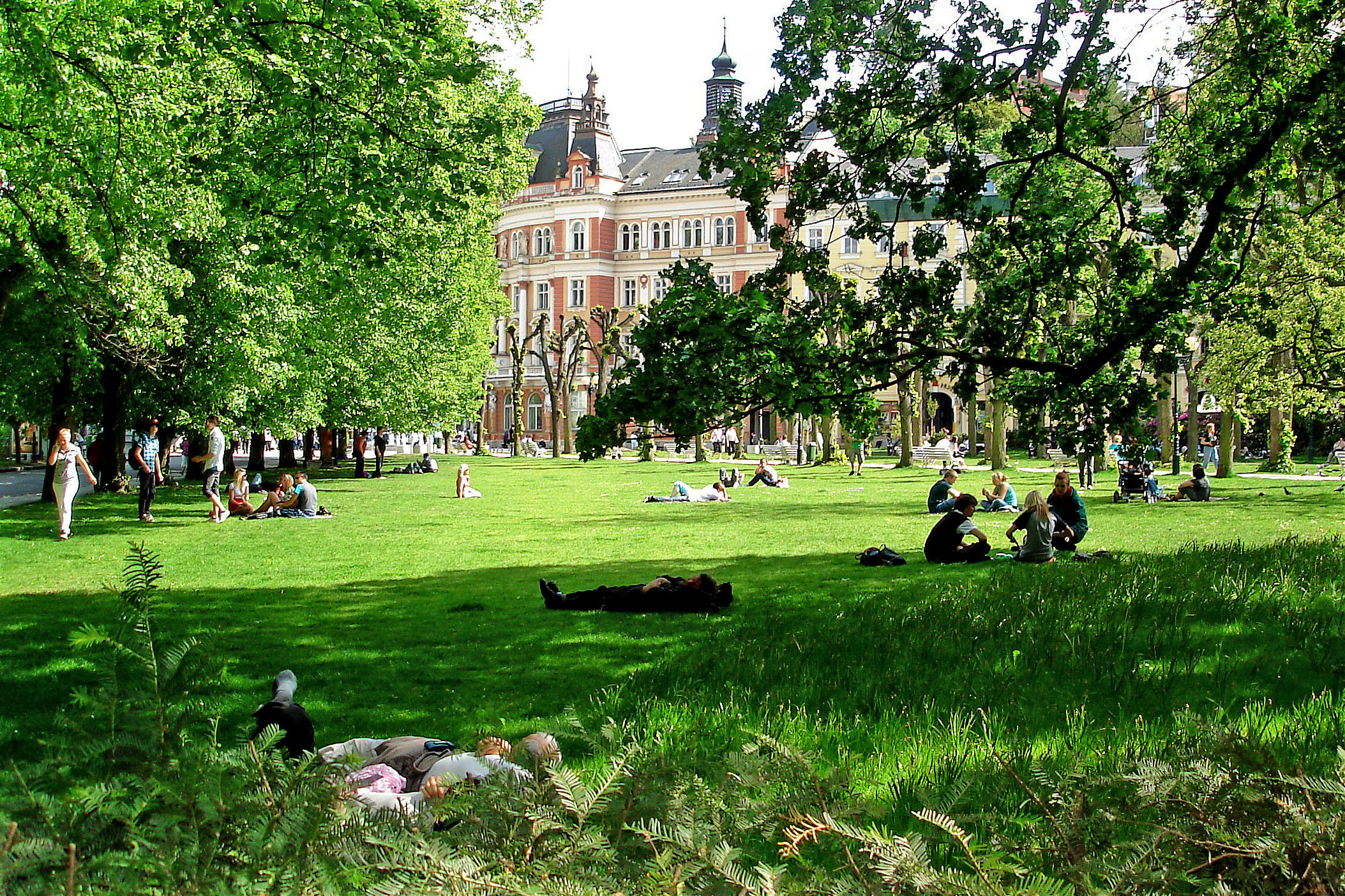
Ve Smetanových sadech v květnu 2011

Smetanovy sady se nacházejí v centru města mezi Alžbětinými lázněmi a budovou hlavní pošty. Známy jsou svojí typickou tvarovanou čtyřřadou alejí lip velkolistých. Zakládány byly v období 1905–1906, původní dispozice z těchto let je zde zachována.

#### Seznam dřevin
Trasa naučné stezky zde nabízí:
- buk lesní (Fagus sylvatica)
- javor stříbrný (Acer saccharinum)
- borovice černá (Pinus nigra)
- myrobalán třešňový "Nigra" (Prunus cerasifera „Nigra“)
- buk lesní červenolistý (Fagus sylvatica „Atropunicea“)
- šácholan Soulangeův nebo také magnólie Soulangeova (Magnolia x soulangeana)
- javor mléč (Acer platanoides)
- javor klen (Acer pseudoplatanus)
- javor klen červenolistý (Acer pseudoplatanus „Purpurea“)
- střemcha viržinská „Schubert“ (Prunus virginiana „Schubert“)
- šeřík obecný (Syringa vulgaris)
- šácholan hvězdovitý nebo také šácholan hvězdokvětý či magnólie hvězdovitá (Magnolia stellata)
- habr obecný (Carpinus betulus)
- jasan ztepilý (Fraxinus excelsior)
- lípa malolistá nebo také lípa srdčitá (Tilia cordata)
- platan javorolistý (Platanus × acerifolia, syn. Platanus × hispanica)
- dub bahenní (Quercus palustris)
- javor červený „Red Sunset“ (Acer rubrum „Red Sunset“)
- javor mléč „Schwedlerii“ (Acer platanoides „Schwedlerii“)

### 2. zastávka – Dvořákovy sady

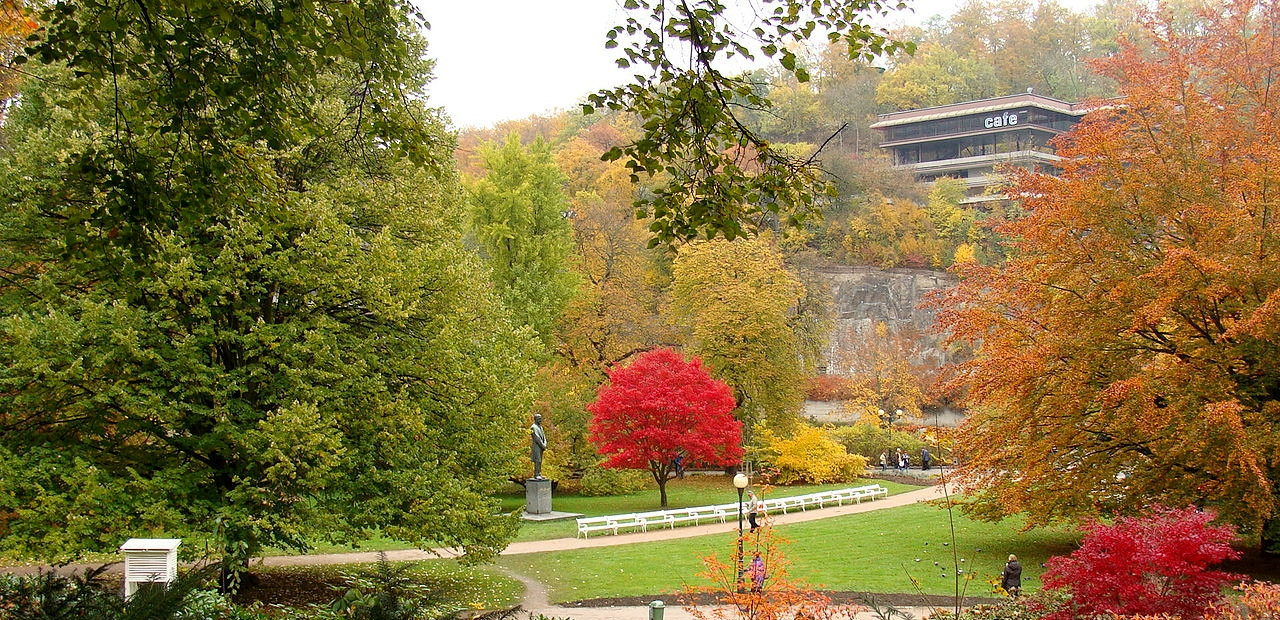
Ve Dvořákových sadech v říjnu 2011

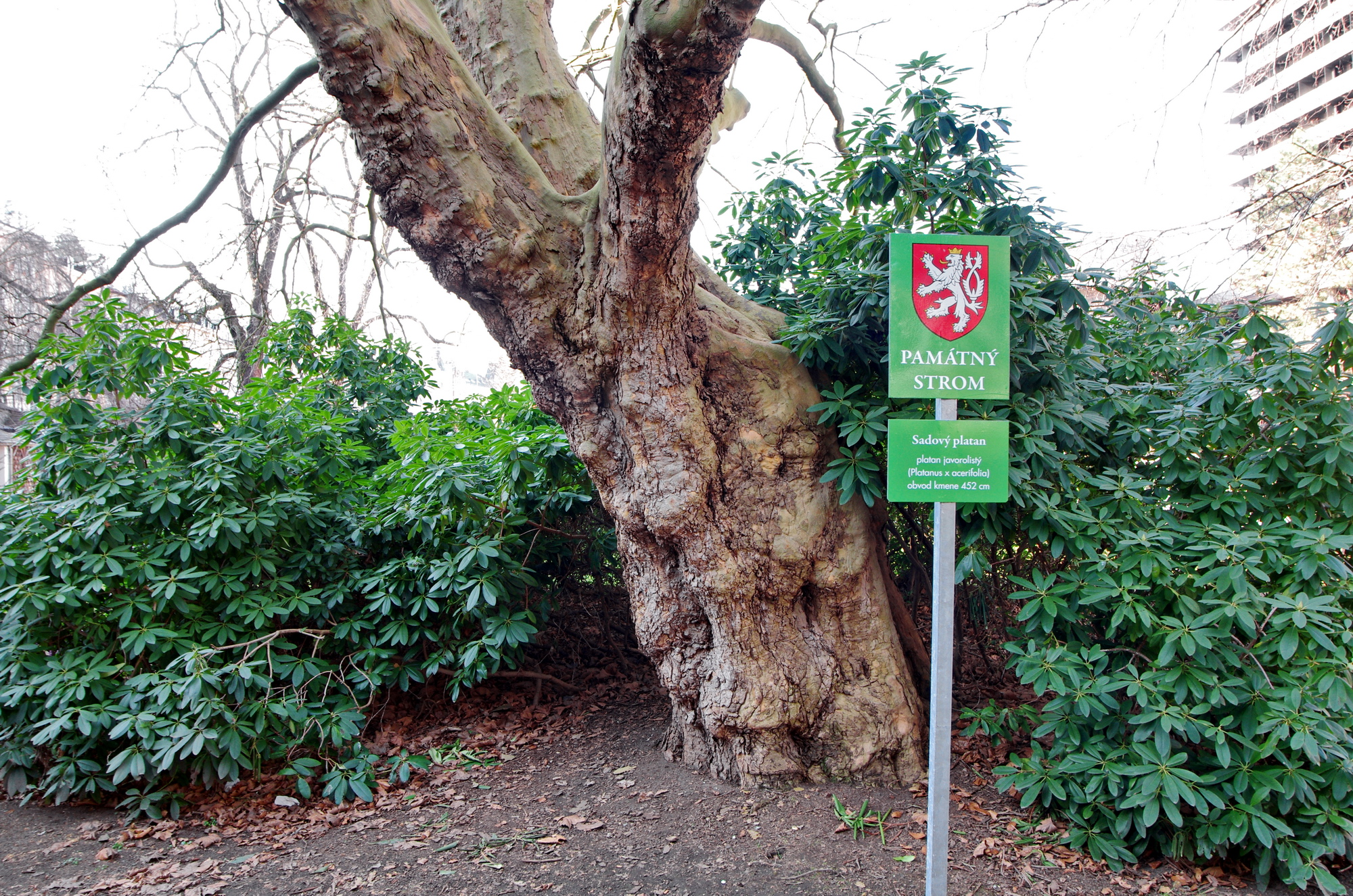
Památný strom sadový platan ve Dvořákových sadech

Dvořákovy sady leží v centru města na okraji jeho lázeňské části. Ohraničeny jsou Vojenským lázeňským ústavem, Zahradní ulicí a nábřežím řeky Teplé. Byly založeny v roce 1878.

#### Seznam dřevin
V soupisu rostlin z roku 1938 jsou udávány následující dřeviny: platan, tulipánovník, magnolie opakvejčitá, ginkgo, jedlovec kanadský, dřezovec trojtrnný, pajasan žláznatý a škumpa. Většina z těchto taxonů i nadále zdobí Dvořákovy sady.
Trasa naučné stezky zde nabízí:
- buk lesní (Fagus sylvatica)
- javor stříbrný (Acer saccharinum)
- buk lesní červenolistý (Fagus sylvatica „Atropunicea“)
- šácholan Soulangeův nebo také magnólie Soulangeova (Magnolia x soulangeana)
- lípa malolistá nebo také lípa srdčitá (Tilia cordata)
- buk lesní převislý (Fagus sylvatica „Pendula“)
- dub letní sloupovitý (Quercus robur „Fastigiata“)
- dub letní „Concordia“ (Quercus robur „Concordia“)
- tis červený (Taxus baccata)
- dřezovec trojtrnný „Sunburst“ (Gleditsia triacanthos „Sunburst“)
- zmarličník japonský (Cercidiphyllum japonicum)
- jinan dvoulaločný nebo také ginkgo biloba (Ginkgo biloba)
- třešeň pilovitá nebo také sakura ozdobná či slivoň sakura (Prunus serrulata „Kanzan“)
- vilín měkký (Hamamelis mollis)
- javor dlanitoklaný (Acer palmatum)
- jírovec maďal nebo také kaštan koňský (Aesculus hippocastanum)
- lípa plstnatá nebo také lípa stříbrná (Tilia tomentosa)
- vrba bílá smuteční (Salix alba „Tristis“)
- jedlovec kanadský nebo také tsuga kanadská (Tsuga canadensis)
- platan javorolistý (Platanus × acerifolia, syn. Platanus × hispanica)
- katalpa trubačovitá (Catalpa bignonioides)
- šácholan japonský nebo také magnólie japonská (Magnolia kobus)
- trnovník bílý / trnovník akát (Robinia pseudacacia, syn. Robinia acacia)
- liliovník tulipánokvětý (Liriodendron tulipifera)
- javor červený „Red Sunset“ (Acer rubrum „Red Sunset“)
- javor mléč „Schwedlerii“ (Acer platanoides „Schwedlerii“)
- javor mléč „Royal Red“ (Acer platanoides „Royal Red“)
- dub cer nebo také dub slovenský (Quercus cerris)
- muchovník stromovitý „Robin Hill“ (Amelanchier arborea „Robin Hill“)
- šácholan „Galaxy“ (Magnolia „Galaxy“)
- jilm habrolistý „Wredei“ (Ulmus carpinifolia „Wredei“)
- buk lesní „Rohanii“ (Fagus sylvatica „Rohanii“)
- buk lesní červenolistý převislý (Fagus sylvatica „Purpurea Pendula“)

#### Vzácné stromy v parku
- Antonín (památný strom)
- Dvořákův platan
- Sadový platan

#### Informační tabule
Na nábřeží řeky Teplé se nachází druhá informační tabule naučné stezky.

### 3. zastávka – Skalníkovy sady

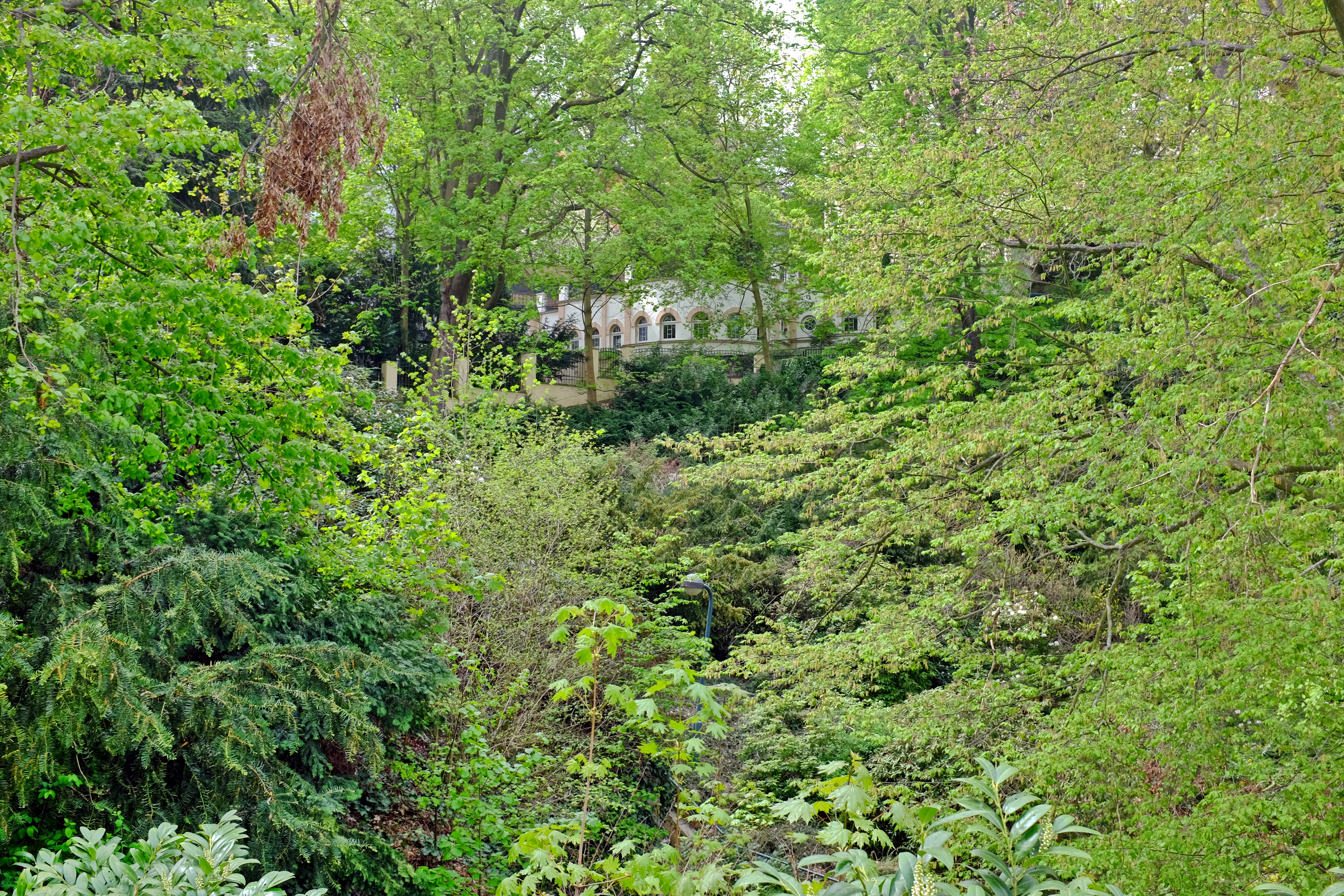
Ve Skalníkových sadech v dubnu 2019

Skalníkovy sady vznikly v letech 1830–1831 a jsou nejstarším veřejným parkem města. Rozkládají se v centu lázeňské části ve svahu nad Mlýnskou kolonádou.

#### Seznam dřevin
Trasa naučné stezky zde nabízí:
- borovice černá (Pinus nigra)
- javor mléč (Acer platanoides)
- javor klen (Acer pseudoplatanus)
- lípa velkolistá nebo také lípa širolistá (Tilia platyphyllos)
- habr obecný (Carpinus betulus)
- jasan ztepilý (Fraxinus excelsior)
- lípa malolistá nebo také lípa srdčitá (Tilia cordata)
- jinan dvoulaločný nebo také ginkgo biloba (Ginkgo biloba)
- jírovec maďal nebo také kaštan koňský (Aesculus hippocastanum)
- jedlovec kanadský nebo také tsuga kanadská (Tsuga canadensis)
- javor babyka nebo také javor polní (Acer campestre)
- jilm vaz (Ulmus laevis, syn. Ulmus effusa)

### 4. zastávka – Divadelní náměstí

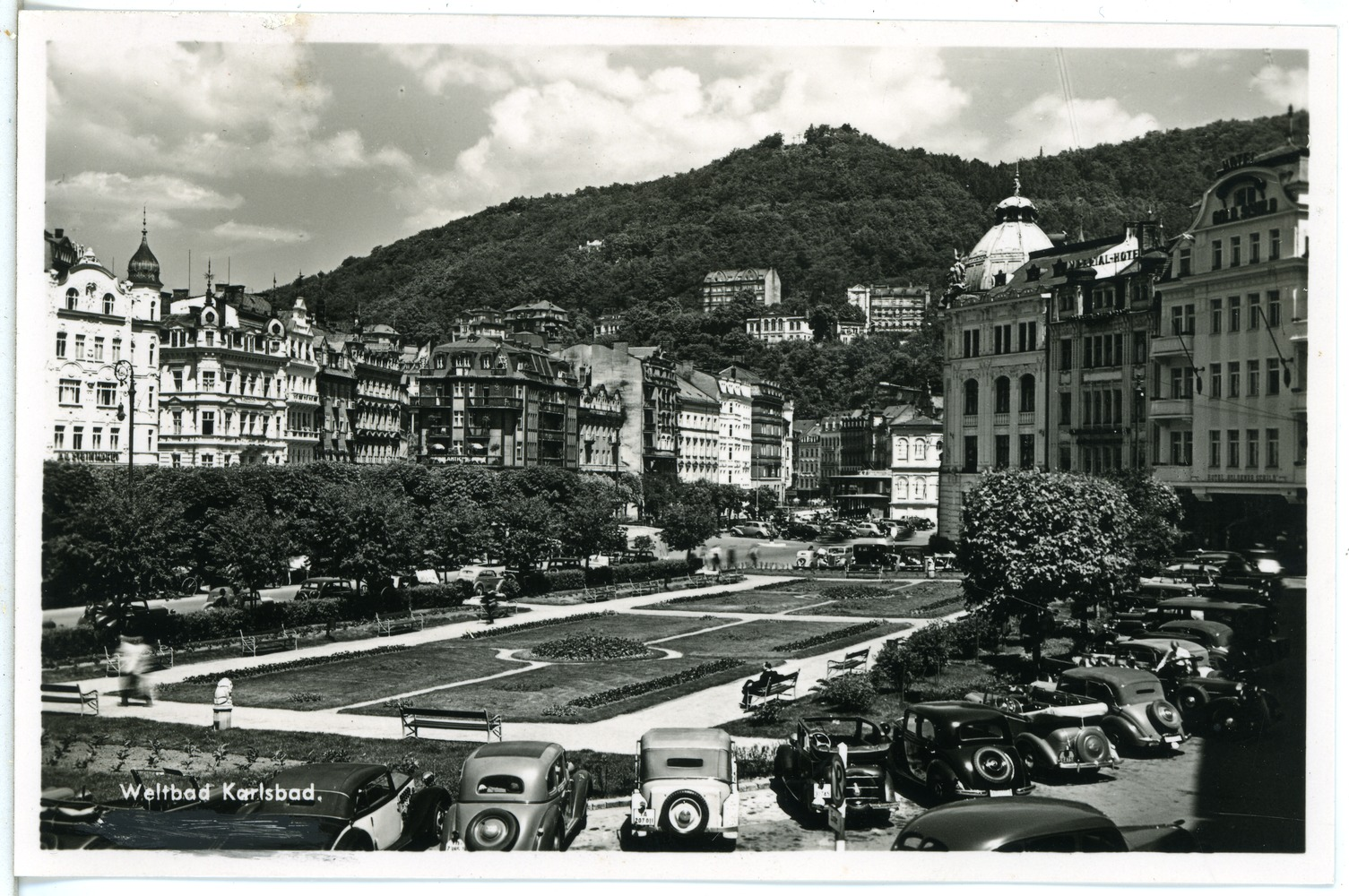
Park na dnešním Divadelním náměstí v roce 1939

Na místě Divadelního náměstí stávaly domy – Zlatý štít, Dva pstruzi, Červený dům, Diadem aj. Ty byly v roce 1909 vykoupeny městem. Časem zde byl zbudován formálně upravený menší park, jehož vzhled se poté několikrát měnil, stejně jako název náměstí. Např. v roce 1957 zde, na tehdejším Leninově náměstí, byla odhalena socha Karla Marxe (autor Karel Kuneš), která byla posléze přemístěna na jiné místo, aby zde byla v roce 1966 umístěna socha V. I. Lenina (autoři Jan Lauda, dokončil Václav Relich). Později se Divadelní náměstí stalo posledním samostatně realizovaným parkem města.

#### Seznam dřevin
Trasa naučné stezky zde nabízí:
- šácholan Soulangeův nebo také magnólie Soulangeova (Magnolia x soulangeana)
- tis červený (Taxus baccata)
- višeň chloupkatá převislá (Prunus subhirtela „Pendula“)
- třešeň pilovitá nebo také sakura ozdobná či slivoň sakura (Prunus serrulata „Kanzan“)
- smrk pichlavý „Argentea“ (Picea pungens „Argentea“)

### 5. zastávka – sady Karla IV.

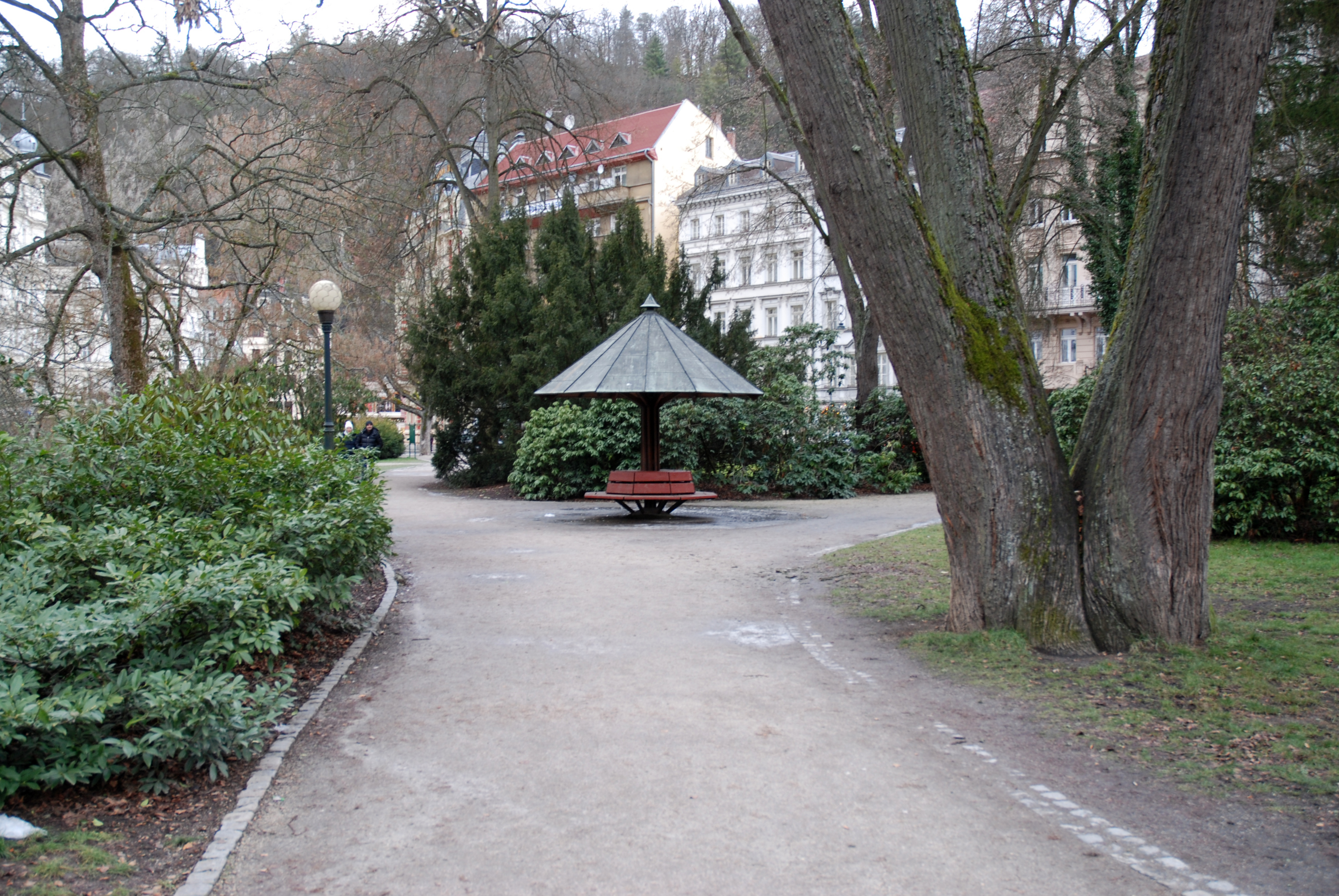
V sadech Karla IV. v lednu 2020

Sady Karla IV. leží v jižní části lázeňského centra. Byly založeny roku 1895, nynější parková úprava je z počátku 20. století.

#### Seznam dřevin
Trasa naučné stezky zde nabízí:
- myrobalán třešňový "Nigra" (Prunus cerasifera „Nigra“)
- šácholan Soulangeův nebo také magnólie Soulangeova (Magnolia x soulangeana)
- javor klen (Acer pseudoplatanus)
- šeřík obecný (Syringa vulgaris)
- jasan ztepilý (Fraxinus excelsior)
- jinan dvoulaločný nebo také ginkgo biloba (Ginkgo biloba)
- hortenzie latnatá (Hydrangea paniculata)
- jírovec lysý (Aesculus glabra)
- šácholan tříplátečný či šácholan trojplátečný nebo také magnólie tříplátečná (Magnolia tripetala)
- kolkvície nádherná či kolkvície krásná (Kolkwitzia amabilis)
- javor negundo (Acer negundo)
- smrk ztepilý (Picea abies)
- dřín obecný nebo také dřín jarní (Cornus mas)
- třešeň pilovitá „Kiku-shidare-sakura“ (Prunus serrulata „Kiku-shidare-sakura“)
- bříza bělokorá nebo také bříza bradavičnatá či bříza bílá (Betula pendula)
- kalina vrásčitolistá (Viburnum rhytidophyllum)
- lípa zelená (Tilia euchlora)
- smrk omorika nebo také smrk Pančićův (Picea omorika)

#### Informační tabule
V sadech Karla IV. se u Labitzkého lávky nachází třetí informační tabule.

### 6. zastávka – Goethova stezka

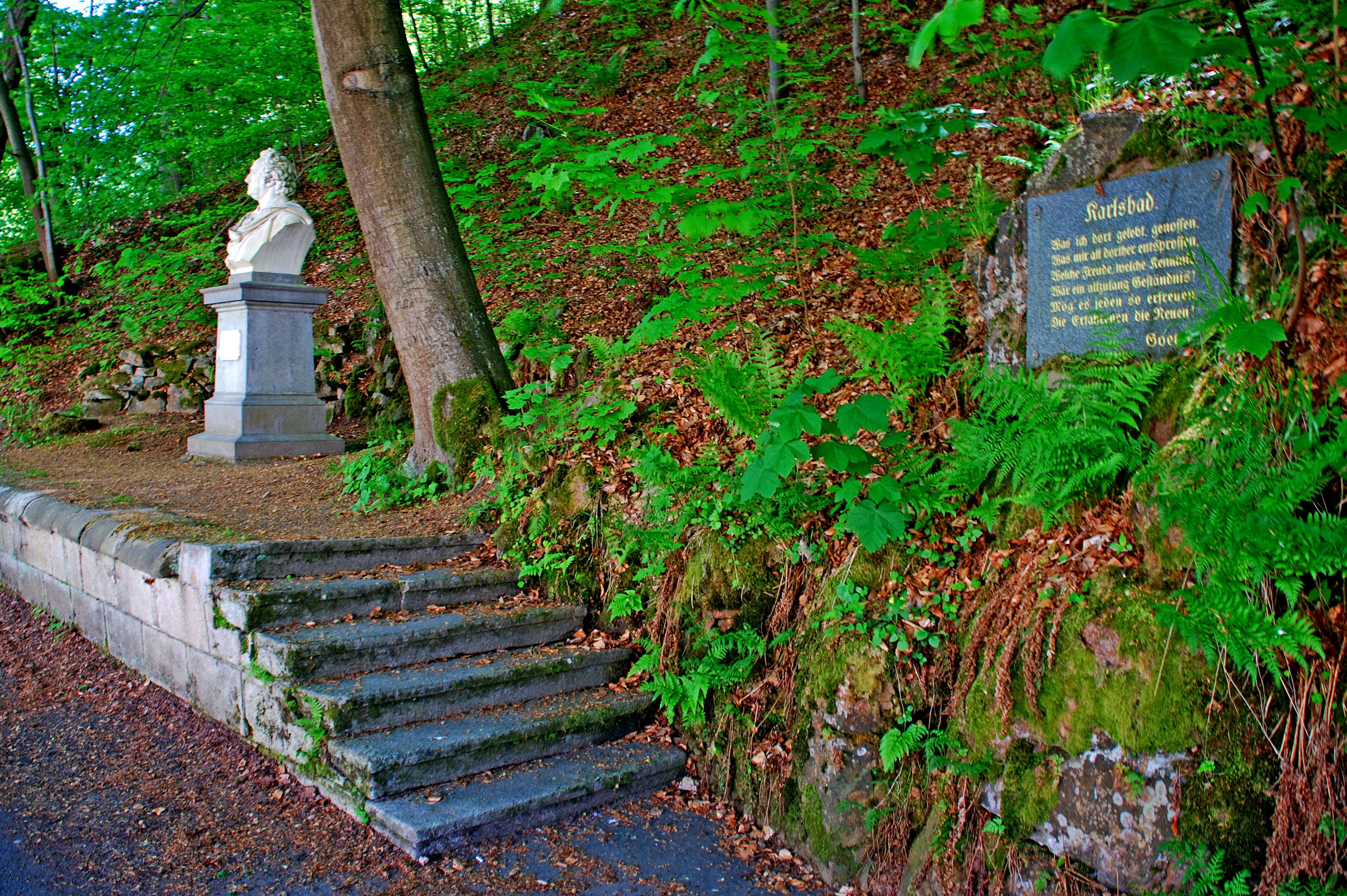
Na Goethově stezce v květnu 2011

Goethova stezka ve směru popisované naučné dendrologické stezky vede od hotelu Pupp po levé straně řeky Teplé ke galerii umění. Krom níže vyjmenovaných stromů nabízí unikátní přírodní galerii díkůvzdání uzdravených pacientů v podobě pamětních desek a tabulek umístěných na skalkách.

#### Seznam dřevin
Trasa naučné stezky zde nabízí:
- buk lesní (Fagus sylvatica)
- javor mléč (Acer platanoides)
- lípa malolistá nebo také lípa srdčitá (Tilia cordata)
- jírovec maďal nebo také kaštan koňský (Aesculus hippocastanum)
- jírovec maďal „Baumanii“ (Aesculus hippocastanum „Baumanii“)
- modřín opadavý nebo také modřín evropský (Larix decidua)
- vrba jíva (Salix caprea)
- olše lepkavá (Alnus glutinosa)
- javor mléč kulovitý (Acer platanoides „Globosum“)

### 7. zastávka – sady u Poštovního dvora

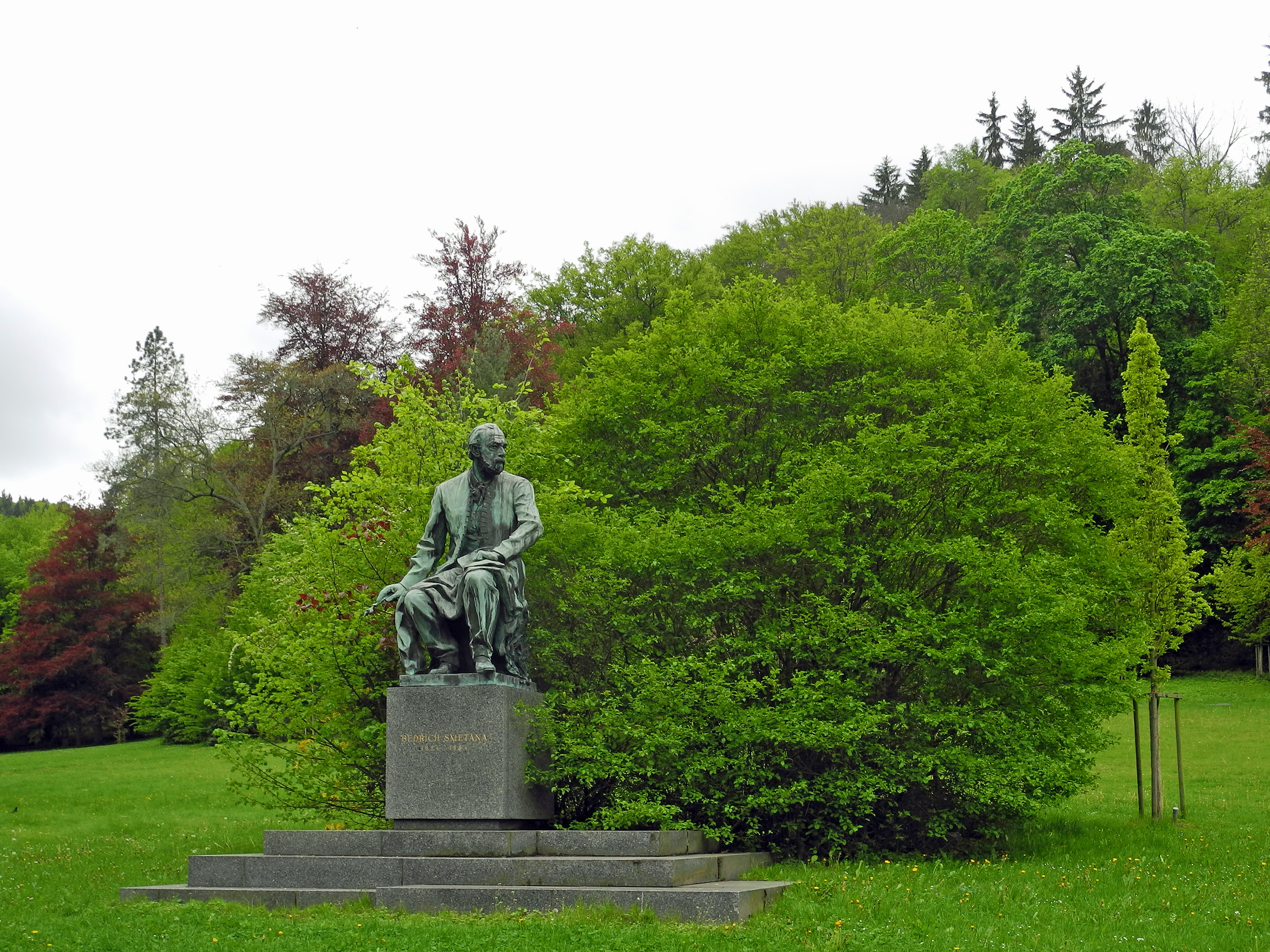
V sadech u Poštovního dvora, socha Bedřicha Smetany

Sady u Poštovního dvora se rozkládají od galerie umění k letnímu kinu. I zde se vyskytuje několik hodnotných starých stromů, jako jsou 300 let staré duby.

#### Seznam dřevin
Trasa naučné stezky zde nabízí:
- javor stříbrný (Acer saccharinum)
- borovice černá (Pinus nigra)
- buk lesní červenolistý (Fagus sylvatica „Atropunicea“)
- javor mléč (Acer platanoides)
- javor klen (Acer pseudoplatanus)
- lípa velkolistá nebo také lípa širolistá (Tilia platyphyllos)
- habr obecný (Carpinus betulus)
- jasan ztepilý (Fraxinus excelsior)
- dub červený (Quercus rubra)
- buk lesní převislý (Fagus sylvatica „Pendula“)
- dub letní sloupovitý (Quercus robur „Fastigiata“)
- jinan dvoulaločný nebo také ginkgo biloba (Ginkgo biloba)
- vrba bílá smuteční (Salix alba „Tristis“)
- jedlovec kanadský nebo také tsuga kanadská (Tsuga canadensis)
- borovice hedvábná nebo také borovice vejmutovka (Pinus strobus)
- bříza bělokorá nebo také bříza bradavičnatá či bříza bílá (Betula pendula)
- modřín opadavý nebo také modřín evropský (Larix decidua)
- olše lepkavá (Alnus glutinosa)
- lípa zelená (Tilia euchlora)
- habr obecný sloupovitý (Carpinus betulus „Fastigiata“)
- olše lepkavá střihanolistá (Alnus glutinosa „Laciniata“)
- jilm horský nebo také jilm drsný (Ulmus glabra, syn. Ulmus scabra, Ulmus nuda, Ulmus excelsa, Ulmus corylacea)
- líska obecná převislá  (Corylus avellana „Pendula“)
- buk lesní střihanolistý (Fagus sylvatica „Asplenifolia“)
- smrk omorika nebo také smrk Pančićův (Picea omorika)
- cypřišek nutkajský nebo také pacypřiš nutkajský (Cupressus nootkatensis, syn. Xanthocyparis nootkatensis a další)
- cypřišek hrachonosný (Chamaecyparis pisifera)
- cypřišek hrachonosný „Plumosa“ (Chamaecyparis pisifera „Plumosa“)
- douglaska tisolistá (Pseudotsuga menziesii var. menziesii, syn.: Abies menziesii, Pseudotsuga douglasii, Pseudotsuga taxifolia)
- liliovník tulipánokvětý (Liriodendron tulipifera)
- hrušeň čínská „Chanticleer“ (Pyrus calleryana „Chanticleer“)
- jalovec viržinský (Juniperus virginiana)
- dub bahenní (Quercus palustris)
- javor cukrový nebo také javor cukrodárný (Acer saccharum)
- jedle ojíněná (Abies concolor)
- zerav západní (Thuja occidentalis)
- třešeň pilovitá „Amanogawa“ (Prunus serrulata „Amanogawa“)
- borovice těžká nebo také (Pinus ponderosa)
- jedle kavkazská (Abies nordmanniana)
- střemcha obecná (Prunus padus)
- topol osika nebo také osika obecná, starším pravopisem osyka (Populus tremula)
- dub letní „Atropurpurea“ (Quercus robur „Atropurpurea“)
- dub velkoplodý (Quercus macrocarpa)
- cypřišek Lawsonův (Chamaecyparis lawsoniana)
- cypřišek hrachonosný „Plumosa Aurea“(Chamaecyparis pisifera „Plumosa Aurea“)
- buk lesní „Dawyck Purple“ (Fagus sylvatica „Dawyck Purple“)
- jedle obrovská (Abies grandis)
- jalovec obecný „Hibernica“ (Juniperus communis „Hibernica“)
- javor mléč „Schwedlerii“ (Acer platanoides „Schwedlerii“)
- smrk pichlavý stříbrný (Picea pungens „Argentea“)
- buk lesní „Zlatia“ (Fagus sylvatica „Zlatia“)
- buk lesní „Riversii“ (Fagus sylvatica „Riversii“)
- buk lesní „Tricolor“ (Fagus sylvatica „Tricolor“)
- javor ginala (Acer ginnala)

### 8. zastávka – park za přírodním divadlem

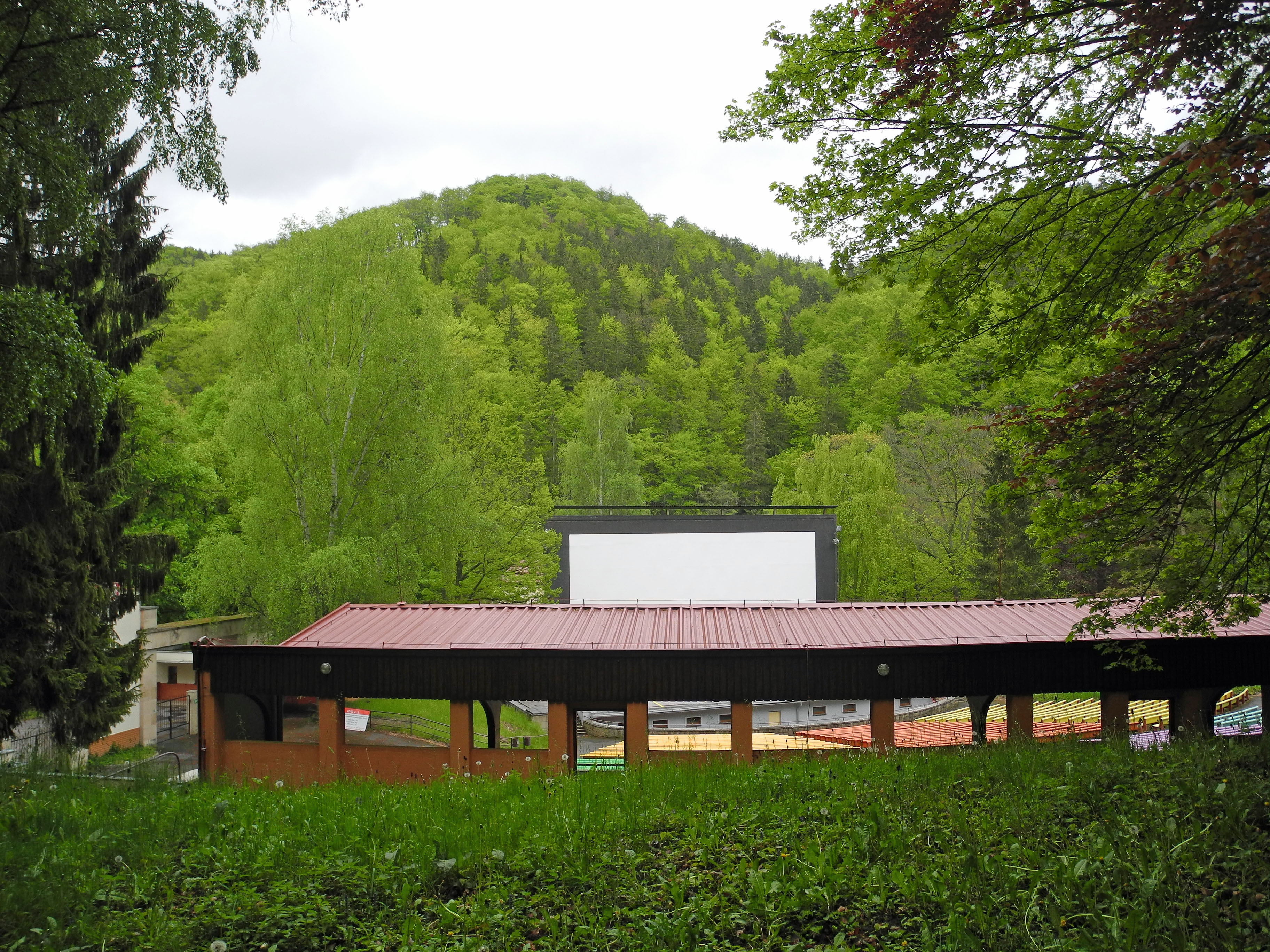
Za letním kinem v květnu 2019

Park za přírodním divadlem leží v okolí letního kina za Poštovním dvorem.

#### Seznam dřevin
Trasa naučné stezky zde nabízí:
- buk lesní (Fagus sylvatica)
- javor stříbrný (Acer saccharinum)
- javor mléč (Acer platanoides)
- javor klen (Acer pseudoplatanus)
- habr obecný (Carpinus betulus)
- dub červený (Quercus rubra)
- lípa malolistá nebo také lípa srdčitá (Tilia cordata)
- buk lesní převislý (Fagus sylvatica „Pendula“)
- tis červený (Taxus baccata)
- bříza bělokorá nebo také bříza bradavičnatá či bříza bílá (Betula pendula)
- olše lepkavá (Alnus glutinosa)
- lípa zelená (Tilia euchlora)
- dub bahenní (Quercus palustris)
- jedle ojíněná (Abies concolor)
- střemcha obecná (Prunus padus)
- topol osika nebo také osika obecná, starším pravopisem osyka (Populus tremula)
- dub letní (Quercus robur
- cypřišek Lawsonův (Chamaecyparis lawsoniana)
- dub celokrajný (Quercus imbricaria)
- dub zimní „Muscaviensis“ (Quercus petraea „Muscaviensis“)

### Konec trasy

#### Informační tabule
Stezka se vrací k Poštovnímu dvoru (nad ulicí Slovenská), kde je umístěna její poslední informační tabule.